# Saint-Marcel (Italië)
Saint-Marcel is een gemeente in de Italiaanse regio Aostadal en telt 1206 inwoners (31-12-2004). De oppervlakte bedraagt 42,3 km², de bevolkingsdichtheid is 29 inwoners per km².

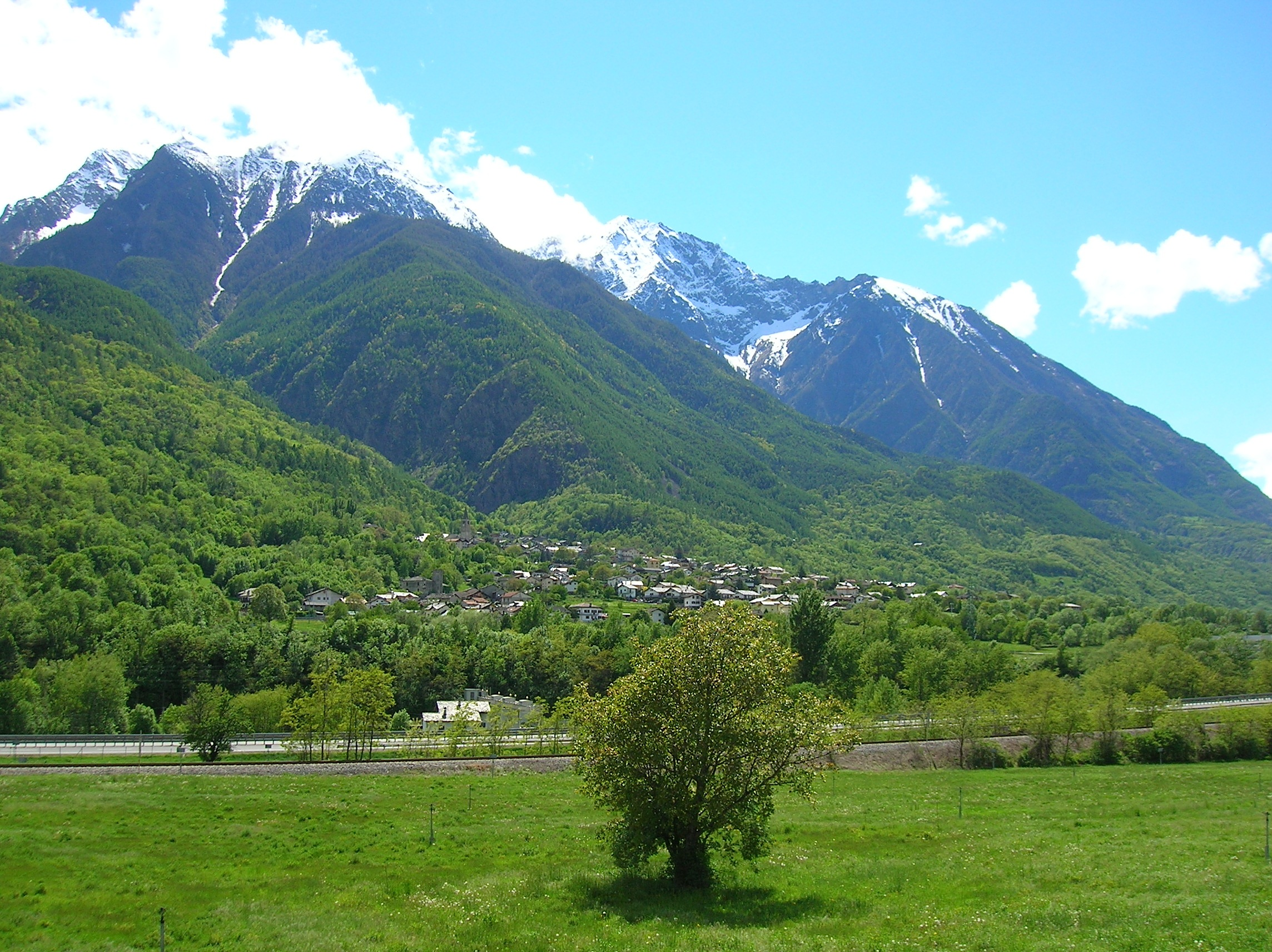
Saint-Marcel
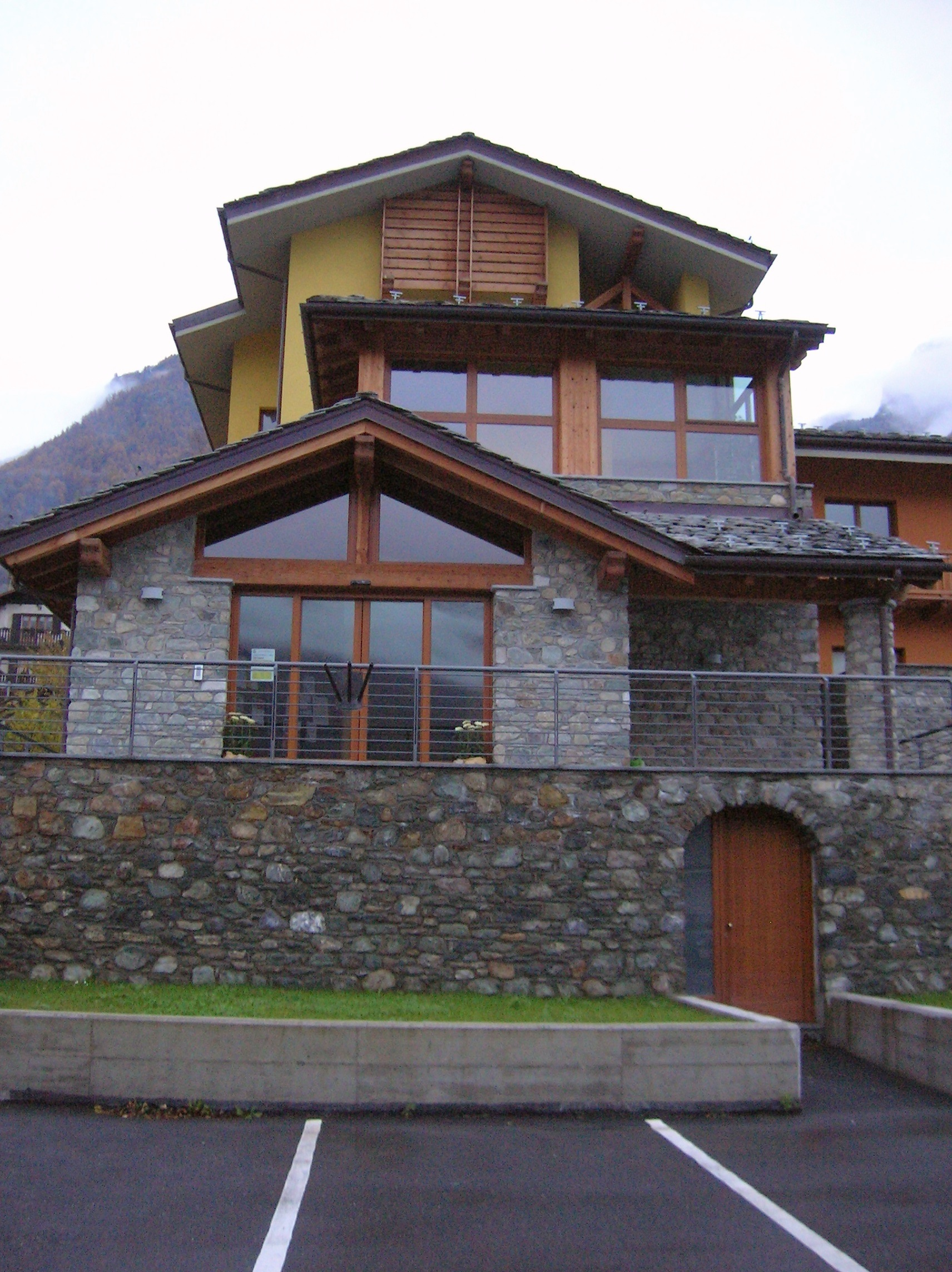
Gemeentehuis en Bibliotheek

## Demografie
Saint-Marcel telt ongeveer 546 huishoudens. Het aantal inwoners steeg in de periode 1991-2001 met 17,4% volgens cijfers uit de tienjaarlijkse volkstellingen van ISTAT.
| Jaar | Inwoneraantal |
| ---- | ------------- |
| 1991 | 962           |
| 2001 | 1129          |

## Geografie
De gemeente ligt op ongeveer 625 m boven zeeniveau.
Saint-Marcel grenst aan de volgende gemeenten: Brissogne, Cogne, Fénis, Nus, Quart.